# الکسیف (خواننده)
الکسیف (به انگلیسی: Alekseev) (زاده ۱۸ می ۱۹۹۳) خواننده بلاروسی است.
او در یوروویژن ۲۰۱۸ نماینده بلاروس بود.